# Hryhorij Komar
Hryhorij Komar (ur. 19 czerwca 1976 w Letni) – ukraiński duchowny greckokatolicki, biskup pomocniczy eparchii samborsko-drohobycki w latach 2014–2025, administrator apostolski sede vacante egzarchatu apostolskiego Włoch od 2025.

## Życiorys
Chirotonii udzielił mu 22 kwietnia 2001 biskup Julian Woronowski. Inkardynowany do eparchii samborsko-drohobyckiej, pracował głównie jako wykładowca, wicerektor i ekonom drohobyckiego seminarium. W 2013 mianowany protosyncelem eparchii.
Został wybrany biskupem pomocniczym eparchii samborsko-drohobyckiej. 25 czerwca 2014 papież Franciszek zatwierdził ten wybór i nadał mu stolicę tytularną Acci. Chirotonii udzielił mu 22 sierpnia 2014 arcybiskup Światosław Szewczuk.
7 marca 2025 papież Franciszek mianował go administratorem apostolski sede vacante egzarchatu apostolskiego Włoch.